# Mariano Cordovani

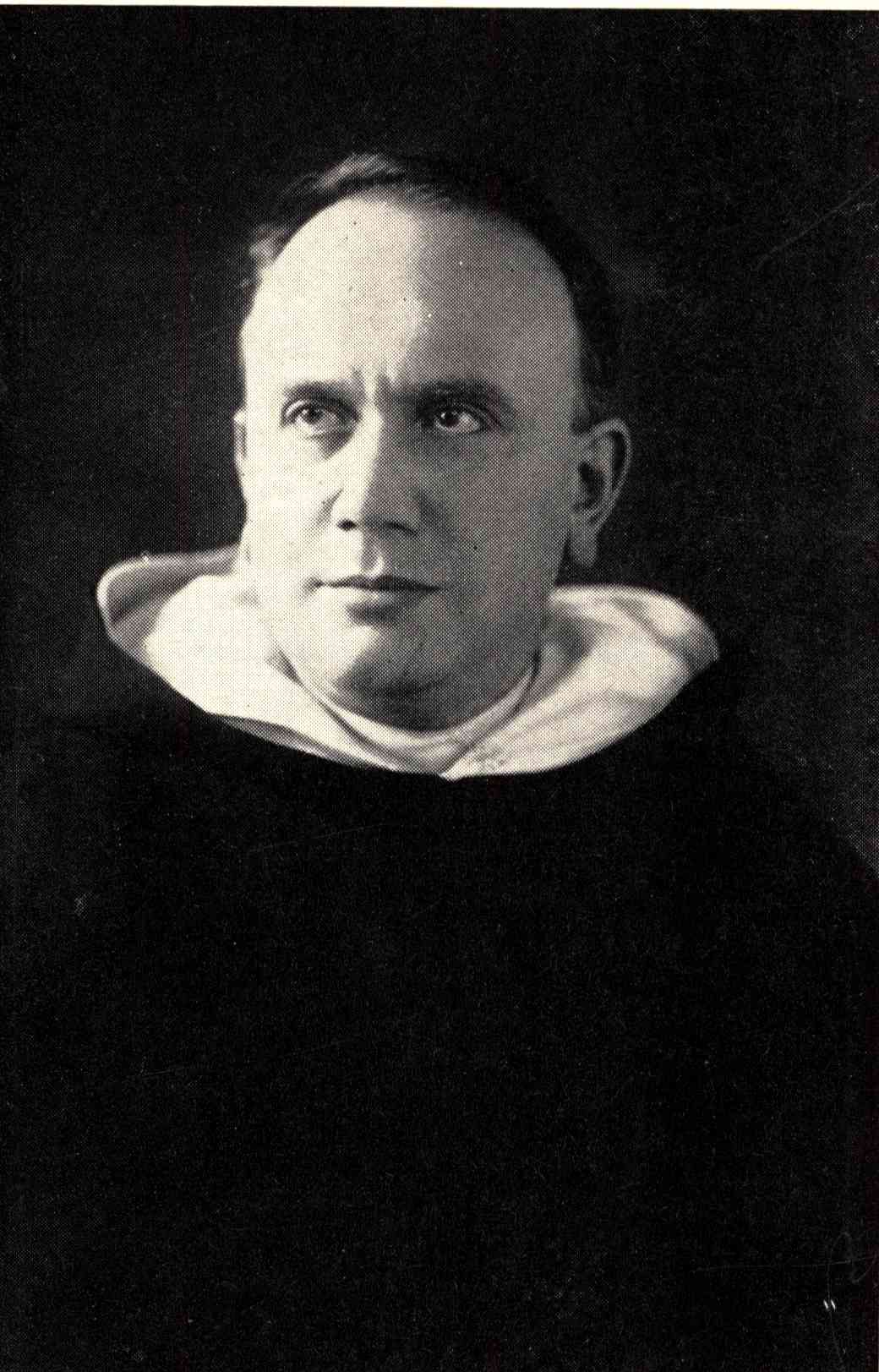
Mariano Cordovani

Mariano Cordovani (Serravalle di Bibbiena, Arezzo, 25 februari 1883 – Rome, 5 april 1950) was een Italiaans dominicaan, theoloog en thomist.

## Levensloop
Cordovani werd als Felice Cordovani geboren als eerste van de vijf kinderen van Celestino Cordovani en Petra Bartolini. Vanaf de herfst van 1897 bezocht hij het Collegio San Filippo Neri, een dominicaanse school behorende bij het convent Santa Maria dell Sasso in Bibbiena. Ondanks sluiting van de school (op last van de overheid en een gevolg van politieke spanningen) werd hij, onder prior Alberto Zucchi, dominicaan en ontving daartoe het habijt en de religieuze naam Mariano. Op 7 maart 1904 deed hij zijn plechtige professie; op 9 juni 1906 werd hij in Rome tot priester gewijd. Op 12 juni 1909 werd hij lector in de theologie (dit stond bij de dominicanen gelijk aan doctoraat). Direct na zijn laatste examens (op 10 november 1910) begon hij, in het Collegio San Tommaso van het convent Minerva in Rome, les te geven in de dogmatiek en studenten te begeleiden. Van 1912 tot 1921 werkte hij aan het dominicaans studiecentrum Angelicum te Rome, en van 1921 tot 1927 aan de Universita Cattolica del Sacro Cuore te Milaan, als hoogleraar sociale filosofie. Van 1927 tot 1932 was hij hoogleraar dogmatiek aan het Angelicum. Van 1933 tot 1935 doceerde hij missiologie aan het Pontificio Instituto di Propaganda Fidei te Rome. In de jaren daarna was hij president van het Instituto Beata Angelico per l'Arte Sacra te Rome en gaf daar ook les. Vanaf 1936 tot aan zijn dood was hij pauselijk huistheoloog (Maestro del sacro palazzo apostolico). In de laatste tien jaar van zijn leven was hij verbonden aan het Instituto di Magistero Maria SS. Assunta voor de vakken pedagogiek, filosofie. Hij was goed bevriend met aartsbisschop Giovanni Battista Montini, de toekomstige paus Paulus VI. Hij was ook goed bevriend met de Italiaanse dichter, literair criticus en opvoedkundige Giulio Salvadori. Mariano Cordovani was, en schreef, kritisch over de "Nouvelle Théologie" en het communisme. Hij was ook bijzonder kritisch op Benedetto Croce en diens invloed op de Italiaanse cultuur. Voor de Tweede Wereldoorlog sprak en schreef hij evenwel moedig tegen het fascisme. Toch had hij volgens zijn studenten een open, joviale en humorvolle houding. Hij had - volgens wie hem kenden - een kenmerkend statige verschijning, een plechtige stijl en verfijnde gewoontes; hij kon met mensen van verschillende achtergronden spreken in een eenvoudige taal die snel van het hoofd naar het hart ging. Vermeldenswaard is zijn levenslange belangstelling voor het kluizenaarsleven, met name in de vorm van de orde der camaldulenzers, die hij kende uit zijn geboortestreek. In 1952 werd hij als belangrijke stads- en streekgenoot op verzoek van zijn familie, stadgenoten en de Camaldulenzers, middels een plechtige ceremonie waarbij beroemdheden als Amintore Fanfani, Giorgio La Pira, Mario Salmi, Francesco Severi, Emanuele Mignone en Giovanni Battista Montini aanwezig waren en laatstgenoemde als "vriend voor eeuwig" indrukwekkend gesproken heeft, herbegraven in zijn geboorteplaats.